# Acraea picta
Acraea picta är en fjärilsart som beskrevs av Henri Schouteden 1919. Acraea picta ingår i släktet Acraea och familjen praktfjärilar. Inga underarter finns listade i Catalogue of Life.